# Холодов Андрій Іванович
Холодов Андрій Іванович (нар. 20 серпня 1972, Кременчук, Полтавська область) — український бізнесмен, заступник директора ТОВ «Текам плюс». Колишній народний депутат України 9-го скликання.

## Життєпис
Андрій Холодов народився в 1972 році в м. Кременчуці на Полтавщині.
Закінчив Київський національний транспортний університет (факультет «Автомобілі та автомобільне господарство»).
Після закінчення університету в 1993 почав працювати в компанії «Дункан-Київ», з часом почав обіймати посаду директора з продажу.
З 1998 року почав займатись власним бізнесом з питань оренди і продажу комерційної та житлової нерухомості, девелопментом, бізнес консалтингом, іншими видами господарської діяльності. Обіймав посаду заступника директора — директора з питань зовнішньоекономічної діяльності у товаристві з обмеженою відповідальністю «Текам Плюс».
З 2005 був співвласником заводу «Ефкон-вікна», що виробляє алюмінієвий профіль та інші будівельні конструкції з металу, в тому числі і конструкції кіосків. Крім того, йому також належить ТОВ «Фаворит-М», зареєстроване у Києві.
Під час епідемії коронавірусу та запровадження карантину в Україні Холодов 15 березня вилетів на Кіпр і перебував весь час там. Згодом він заявив, що виявив у себе симптоми вірусу і вирішив полетіти до Ларнаки на Кіпрі.

## Політика
Кандидат у народні депутати від партії «Слуга народу» на парламентських виборах 2019 року, № 22 у списку. Безпартійний.
У 2019 році Холодова було обрано народним депутатом України від партії «Слуга народу». 
З 29 серпня 2019 — Народний депутат України 9-го скликання. Заступник голови Комітету ВРУ з питань фінансів, податкової та митної політики.
Андрій Холодов взяв собі в помічники бізнес-партнерку своєї дружини та куми Оксани Марченко Катерини Шаховської Лесю Васильченко. Це виявили журналісти проєкту Радіо Свобода «Ньюзрум». На сайті Верховної Ради зазначено, що Васильченко працює помічницею у Холодова за строковим трудовим договором на постійній основі.
У січні 2023 року виїхав з України та не повернувся, а вже в липні написав заяву про складання повноважень народного депутата.
9 серпня 2023 року Верховна Рада України достроково припинила повноваження народного депутата України Холодова у зв’язку з подачею ним відповідної заяви.

## Родина
Дружина Андрія Холодова — дизайнерка Катерина Шаховська, зокрема, вона є дизайнеркою одягу Оксани Марченко. 
Журналісти програми «Схеми» стверджують, що Холодов є кумом дружини проросійського олігарха Медведчука Оксани Марченко. Керівник партії «Слуги народу» Дмитро Разумков заявив, що факти родинних зв'язків кандидата з сім'єю кума президента Росії не є приводом для виключення кандидата з партії. 
У жовтні 2020 року Холодов був присутній на весіллі пасинка кума Путіна Віктора Медведчука.  

## Майно
В австрійському реєстрі нерухомості дружина Холодова вказана власницею маєтку у Відні по вулиці Лайнцер у районі Гитцинг площею 360 квадратних метрів та земельної ділянки площею 20 соток. Вони були придбані у 2013 році за 6 мільйонів євро.

## Критика та судовий позов
У листопаді 2019 року журналістами програми «Схеми» української редакції Радіо Свобода опублікували розслідування, в якому журналісти довели, що родина народного депутата Холодова пов'язана із бізнесом з дистрибуції цигарок, та вказали на ймовірні податкові порушення, а також викрили його на лобіюванні у Верховній Раді України законодавчого покращення умов ведення цього бізнесу.
У липні 2020 року НАЗК виявило реальний конфлікт інтересів у депутата Холодова, справу передано до суду, нардепу загрожує штраф. 
27 серпня 2020 року Холодов подав позов до Шевченківського районного суду Києва, в якому просив «визнати недостовірною інформацію», поширену у розслідуванні. Проте вже у день першого підготовчого засідання подав письмову заяву «про залишення позову без розгляду». Ані сам Холодов, ані його представник на засідання також не з'явились. Шевченківський суд 25 березня 2021 року ухвалив рішення «залишити позов без розгляду».